# Villanova del Ghebbo
Villanova del Ghebbo – miejscowość i gmina we Włoszech, w regionie Wenecja Euganejska, w prowincji Rovigo.
Według danych na rok 2004 gminę zamieszkiwało 2196 osób, 199,6 os./km².